# Cathy Yan

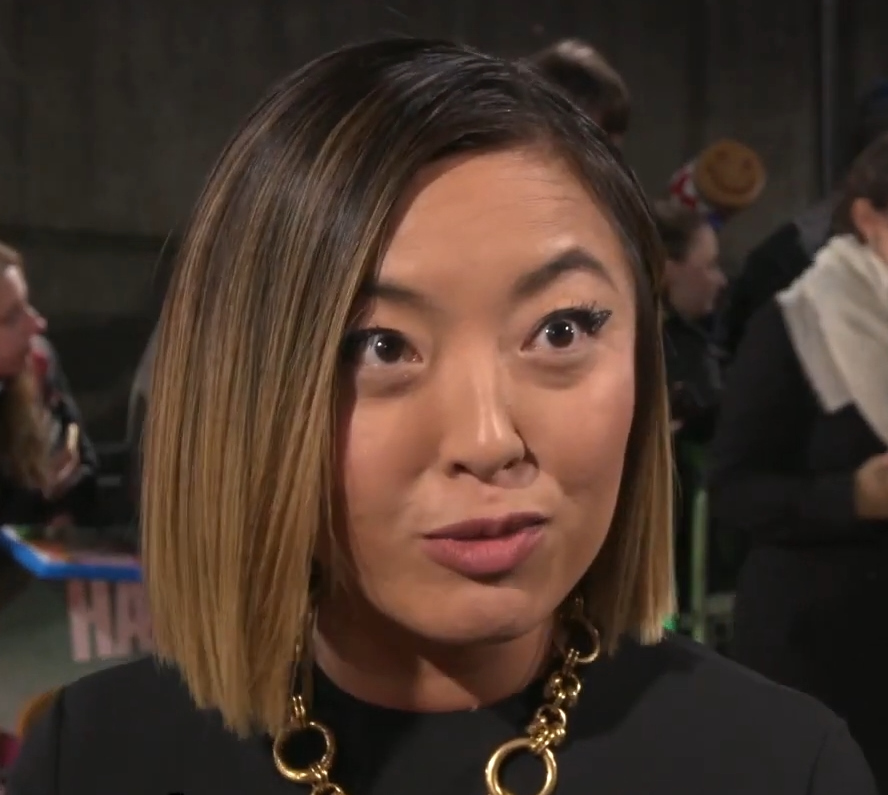
Cathy Yan (Januar 2020)

Cathy Yan (chinesisch: 閻羽茜) ist eine sino-amerikanische Regisseurin, Drehbuchautorin und Produzentin. Sie ist bekannt für ihre Filme Dead Pigs (2018) und Birds of Prey: The Emancipation of Harley Quinn (2020).

## Leben
Cathy Yan wurde in China geboren und lebte, bis sie 14 war, in der Nähe von Washington D.C. In dieser Zeit begann ihr Interesse an Filmen. Im Alter von 14 Jahren zog Yan mit ihrer Familie nach Hongkong. Dort wuchs sie mit der amerikanischen und chinesischen Kultur auf.

## Karriere
2008 erlangte Yan an der Woodrow Wilson School of Public and International Affairs. einen Bachelor of Arts. Darauf arbeitete sie als Journalistin für Zeitschriften wie beispielsweise The Wall Street Journal. Sie begann zwei weitere Studien und verließ 2016 das Tisch School of the Arts Graduate Film Programm mit einem MFA Abschluss in „Producing“ und die New York University Stern School of Business mit einem MBA in „General management“.
2013 arbeitete Yan, noch während ihrer Studienzeit, an ihrem ersten Kurzfilm Last Night.
Yans Debüt erfolgte 2018 mit ihrem Spielfilm Dead Pigs. Die Inspiration für diesen Film fand sie in einem Vorfall von 2013, bei welchem 16.000 tote Schweine den Huangpu-Fluss in Shanghai entlang trieben. Dead Pigs gewann im selben Jahr einen Special Jury Award beim Sundance Film Festival. Sie erlangte damit erstmals Aufmerksamkeit innerhalb der Filmbranche. Yan führte in dem am 7. Februar 2020 erschienenen Film Birds of Prey: The Emancipation of Harley Quinn Regie. Hierbei handelt es sich um den achten Film des DC Extended Universe. Als dritte weibliche Regisseurin wurde sie Teil des DC-Universums. Noch nie zuvor führte eine asiatische Frau Regie für einen DC-Film.
Yan arbeitet seit 2020 an ihrem dritten Film Sour Hearts für die US-amerikanische Filmproduktionsgesellschaft A24.

## Filmografie

### Als Regisseurin
- 2016: Down River (Kurzfilm)
- 2013: Last Night (Kurzfilm)
- 2016: According to My Mother (Kurzfilm)
- 2018: Dead Pigs
- 2020: Birds of Prey: The Emancipation of Harley Quinn (Birds of Prey (and the Fantabulous Emancipation of One Harley Quinn))

### Als Produzentin
- 2010: Phishing (Kurzfilm)
- 2014: Entropy 2014 (Kurzfilm)
- 2014: Of Tooth and Time (Kurzfilm)
- 2014: Dinosaur Rider (Kurzfilm)
- 2015: Humpty (Kurzfilm)
- 2015: UnCharted (Fernsehserie)
- 2016: Sky Ladder: The Art of Cai Guo-Qiang (Kurzfilm)
- 2017: Groomed (Kurzfilm)

### Als Drehbuchautorin
- 2013: Last Night (Kurzfilm)
- 2015: UnCharted (Fernsehserie)
- 2016: According to My Mother (Kurzfilm)
- 2016: Down River (Kurzfilm)
- 2018: Dead Pigs